# Storia della Spagna

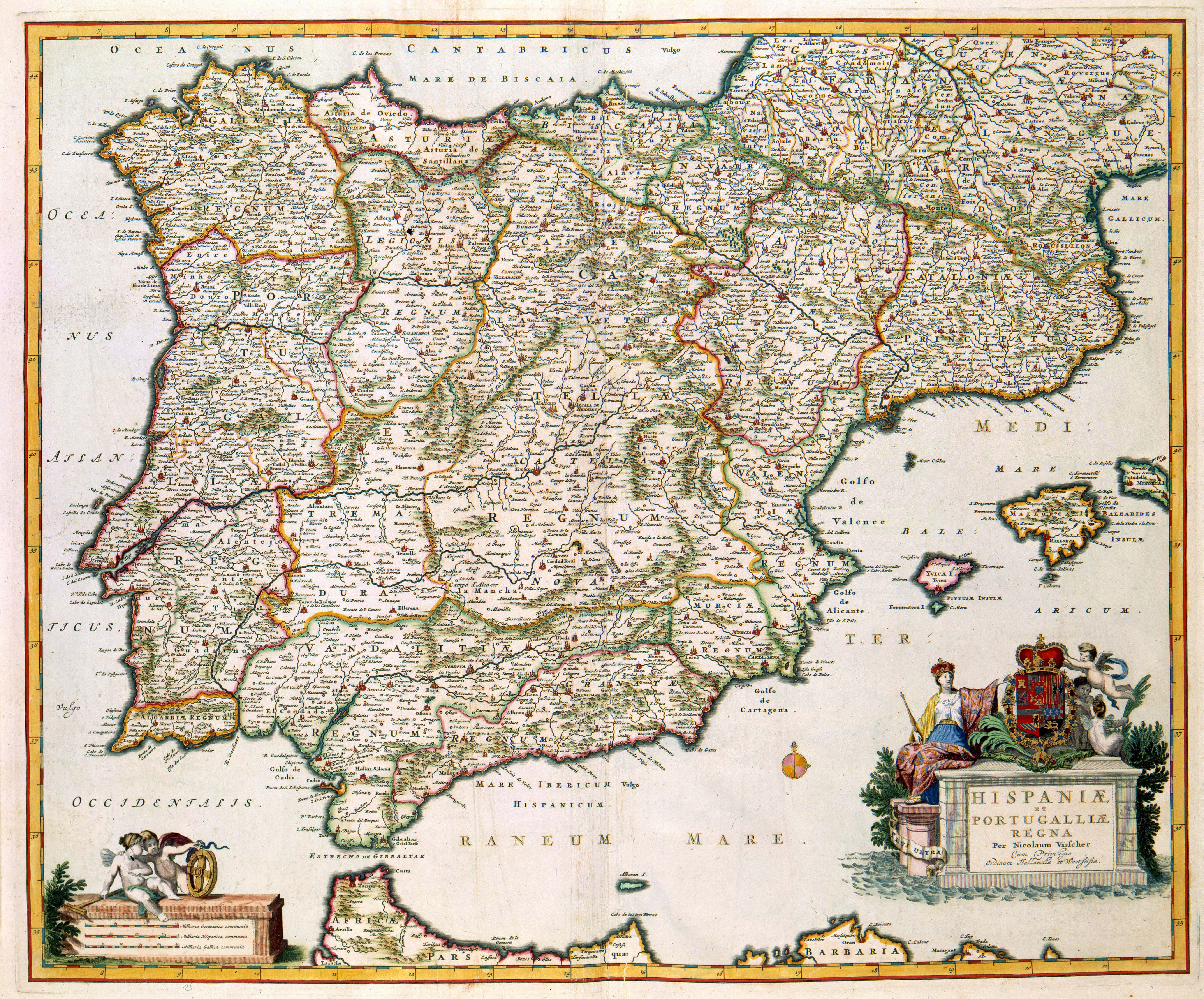
La Spagna in una mappa della prima metà del XVII secolo

La storia della Spagna è stata studiata da quando l'Homo Sapiens arrivò nella penisola iberica, ossia oltre 44000 anni fa. Nei secoli successivi, popoli di origine diversa, tra cui celti, fenici, greci, romani e germani si stabilirono in Spagna. Agli inizi dell'VIII secolo un esercito di popolazioni arabe e berbere conquistò quasi l'intera penisola.
Nei 750 anni successivi, si formarono stati musulmani indipendenti, così tutta l'area sotto dominazione araba era conosciuta come Al-Andalus. Intanto i piccoli regni cristiani del nord riuscirono lentamente a conquistare l'intera penisola iberica. Questo processo, chiamato Reconquista durò per oltre cinque secoli. Nel 1492 Cristoforo Colombo, grazie all'aiuto dei re spagnoli, intraprese il primo viaggio verso il Nuovo Mondo. Intanto veniva instaurata l'Inquisizione spagnola; gli ebrei e i musulmani furono espulsi dai regni iberici. Nei tre secoli successivi la Spagna fu la più grande potenza coloniale, fondando un impero che si estendeva dalla California alla Patagonia e dai Caraibi alle Filippine. Fu anche uno dei più potenti stati del periodo rinascimentale. In questa epoca fiorirono le arti e la letteratura spagnole.
Tra il Cinquecento e il Seicento la Spagna si trovò imbrigliata in molti conflitti europei. Le guerre portarono a un forte dissesto finanziario, così nel Seicento la potenza spagnola andò verso il declino. Con la guerra di successione spagnola venne confermato il ridimensionamento della Spagna nel teatro europeo. Nel Settecento si instaurò la dinastia dei Borbone, la quale fece notevoli sforzi per rinnovare le istituzioni statali. Agli inizi dell'Ottocento la Spagna venne invasa dalle truppe napoleoniche. Questo evento portò ad una vittoriosa ma devastante guerra d'indipendenza, che indebolì fortemente la Spagna e creò le premesse per l'emancipazione delle colonie americane. Nel corso dell'Ottocento, esausta dalle guerre di inizio secolo, la Spagna fu destabilizzata dalla nascita di varie formazioni politiche, liberali, reazionari ed altri gruppi.
Alla fine dell'Ottocento, dopo una guerra contro gli Stati Uniti, la Spagna perse le ultime reliquie dell'antico impero, ossia Cuba, Porto Rico e Filippine. Rimasta neutrale durante la Grande guerra, la Spagna scivolò nel 1923 in una dittatura di stampo reazionario sostenuta dal Sovrano e con a capo il generale Miguel Primo de Rivera, terminata nel 1930. Appena un anno dopo, la monarchia, ormai screditata, cadde cosicché venne proclamata la repubblica. Dopo un periodo di forte instabilità, nel 1936 scoppiò la guerra civile spagnola. La guerra terminò con l'instaurazione di una dittatura di stampo fascista. La Spagna fu neutrale nella seconda guerra mondiale, però ci furono volontari che combatterono per conto di entrambi i fronti. I decenni del dopoguerra, con Francisco Franco al comando, fino al 1975, furono relativamente stabili e, dagli anni sessanta la Spagna sperimentò una certa crescita economica. La morte di Franco nel 1975 portò al ritorno della monarchia borbonica. Sebbene rimangano alcune tensioni, specie nei Paesi Baschi e in Catalogna, la Spagna contemporanea ha visto irrobustirsi le sue istituzioni democratiche.

## Cronologia
- I millennio a.C., sviluppo della Castrocultura nel nordovest della Spagna
- VIII secolo a.C., arrivo nella Penisola iberica dei Celtiberi
- 237 a.C.-206 a.C., dominazione cartaginese del sud della Penisola iberica
- 206 a.C.–V secolo, appropriamento romano della Penisola iberica
- V-IX secolo: regno visigoto, regno suebo e incursioni dei Vandali in tutto il territorio
- Fra il IX e il X secolo venne stabilita la frontiera del regno asturiano ad Arlanzón e lungo il corso medio e basso del Duero
- León e Castiglia oltrepassarono la Cordigliera Centrale e occupano la valle del Tago. Toledo venne conquistata nel 1085, mentre Saragozza nel 1118
- A seguito della Battaglia di Las Navas de Tolosa (1212) il regno di Castiglia e León si impossessò della valle della Guadiana e dei passi della Sierra Morena.
- Ferdinando III di Castiglia Il Santo entrò nella seconda metà degli anni quaranta del Duecento nella valle del Guadalquivir: Siviglia cadde in mano cristiana nel 1248 e nel 1252 fu conquistata l'intera Andalusia occidentale
- Giacomo I d'Aragona conquistò Valencia, Murcia e le Baleari (1276). Nella penisola sopravvisse il sultanato di Granada, ultimo Stato superstite musulmano, fino all'anno 1492, anno in cui la città venne conquistata dalle armi dei Re cattolici.
- Regno di Carlo I di Spagna e V di Germania (1516-1556)
- Regno di Filippo II (1556-1598)
- Regno di Filippo III (1598-1621)
- Regno di Filippo IV (1621-1665)
- Pace di Vestfalia (1648). La Spagna riconosce l'indipendenza dei Paesi Bassi.
- Regno di Carlo II (1665-1700)
- Regno di Filippo V (1700-1746), con un breve regno di Luigi I nel 1724.
- Trattato di Utrecht (1713)
- Regno di Ferdinando VI (1746-1759)
- Regno di Carlo III (1759-1788)
- Regno di Carlo IV (1788-1808)
- Guerra d'indipendenza (1808-1813)
  - 1808 – Rivolta del due di maggio a Madrid.
  - 1812 – Costituzione di Cadice (La Pepa).
- Regno di Ferdinando VII (1814-1833)
- triennio liberale (1820-1823)
- Decennio nefasto (Década ominosa) (1823-1833)
- Reggenza di María Cristina di Borbone-Due Sicilie (1833-1840)
- Prima guerra carlista (1833-1840)
- Reggenza del Baldomero Espartero (1840-1843)
- Regno di Isabella II di Spagna (1843-1868)
- Sessennio democratico (1868-1874)
- Rivoluzione spagnola del 1868
- Regno di Amedeo I di Spagna (1871-1873)
- Prima Repubblica spagnola (1873-1874)
- Restaurazione borbonica in Spagna
- Regno di Alfonso XII (1875-1885)
- 1879 – Creazione del PSOE
- Reggenza di Maria Cristina d'Asburgo-Teschen (1885-1902)
- 1898 – La Spagna perde il possesso di Cuba, delle Filippine e di Porto Rico.
- Regno di Alfonso XIII (1902-1931)
- 1909 – Settimana Tragica di Barcellona
- 1921 – Creazione del PCE.
- 1936 – Trionfo del Fronte Popolare nelle elezioni del 16 febbraio.
- 1936-1939 Guerra civile spagnola
- 1942 – Legge Costitutiva delle Cortes.
- 1945 – Promulgazione del Diritto degli spagnoli e della Legge del Referendum Nazionale.
- 1947 – Legge della Successione del Capo dello Stato.
- 1950 – Ingresso della Spagna nella FAO.
- 1952 – Ingresso della Spagna nell'UNESCO.
- 1955 – Ingresso della Spagna nell'ONU.
- 1956 – Viene fondata la RTVE
- 1958 – Ingresso nel FMI. Legge dei Principi del Movimiento.
- 1966 – Legge dell'Organizzazione Statale.
- 1969 – Proclamazione davanti alle Cortes del principe Juan Carlos di Borbone, come successore del Capo di Stato, Francisco Franco, come re.
- 1973 – Il 20 dicembre l'ETA assassina l'ammiraglio Luis Carrero Blanco, presidente del governo.
- 1974 – Congresso di Suresnes.
- 1975 – Morte del generale Franco (20 novembre). Sale al trono Juan Carlos I.
- 1976 – Il 15 dicembre si celebra il referendum sulla riforma politica, che da inizio ufficialmente alla democrazia in Spagna.
- 1977 – Il 24 gennaio ha luogo quella che verrà poi definita come mattanza di Atocha nella quale muoiono cinque avvocati giuslavoristi del Partito Comunista di Spagna (PCE), uccisi a colpi di mitragliatrice da un gruppo armato di estrema destra.
- 1977 – Prime elezioni generali dopo la dittatura, nelle quali trionfa l'Unione di Centro Democratico (UCD), partito diretto da Adolfo Suárez.
- 1978 – Approvazione di una costituzione democratica, poi ratificata per mezzo di un referendum.
- 1979 – Nuove elezioni legislative, nelle quali l'UCD conserva la maggioranza relativa nel Congresso e l'assoluta nel Senato.
- 1981 -
  - Il 23 febbraio il tenente colonnello Antonio Tejero è a capo di un tentativo di colpo di Stato, che in quello stesso periodo viene definito "una pantomima", specialmente dalla stampa britannica specializzata nei temi geopolitici.
  - Il 25 febbraio, Leopoldo Calvo Sotelo viene nominato presidente del governo dalla maggioranza assoluta del parlamento, in parte come risposta al tentato colpo di Stato.
- 1982 -
  - Ingresso della Spagna nella NATO.
  - Trionfo elettorale del PSOE, che ottiene la maggioranza assoluta sia nel Congresso che nel Senato. Il primo governo socialista viene presieduto da Felipe González.
- 1986 – Entrata nell'Comunità Economica Europea (CEE).
- 1990 – Viene aperto il mercato tv nazionale rompendo il monopolio RTVE.
- 1992 – Si svolgono i Giochi olimpici di Barcellona. Esposizione Universale di Siviglia. Madrid, Capitale Europea della Cultura.
- 1996 – Elezioni generali: maggioranza relativa del Partito Popolare (PP) guidato da José María Aznar. Patto legislativo con CiU, PNV e CC.
- 2000 – Elezioni generali: maggioranza assoluta del PP. José María Aznar continua ad essere capo del governo.
- 2002 – Salamanca, Capitale Europea della Cultura.
- 2004 – L'11 marzo, tre giorni prima delle elezioni generali, avvengono una serie di attentati a Madrid che fanno almeno 190 morti.
  - Il 14 marzo vince le elezioni il PSOE, in seguito a cui José Luis Rodríguez Zapatero, dopo diverse alleanze, diventa presidente del governo. Inoltre una donna, María Teresa Fernández de la Vega, diventa la prima Vicepresidente del Governo Spagnolo; il governo è paritario in quanto ai sessi rispetto ai Ministeri.
  - Il 22 maggio il principe Felipe si sposa con la giornalista Letizia Ortiz Rocasolano.
- 2005 – Il 31 ottobre nasce la figlia dei principi delle Asturie, Leonor, aprendo un dibattito politico sulla riforma della Costituzione affinché la neonata possa salire in futuro al trono anche in presenza di fratelli minori maschi.
- 2011 - Alle elezioni del 20 novembre il PP conquista la maggioranza assoluta alle Cortes. Mariano Rajoy è nominato presidente del governo.
- 2014 - Il 18 giugno abdica il re Juan Carlos. L'indomani è proclamato re il figlio Felipe.
- 2018 - Il 2 giugno, in seguito al successo di una mozione di sfiducia presentata contro Mariano Rajoy, il leader del PSOE Pedro Sánchez entra in carica come presidente del governo.

## Arrivo dei primi popoli in Hispania

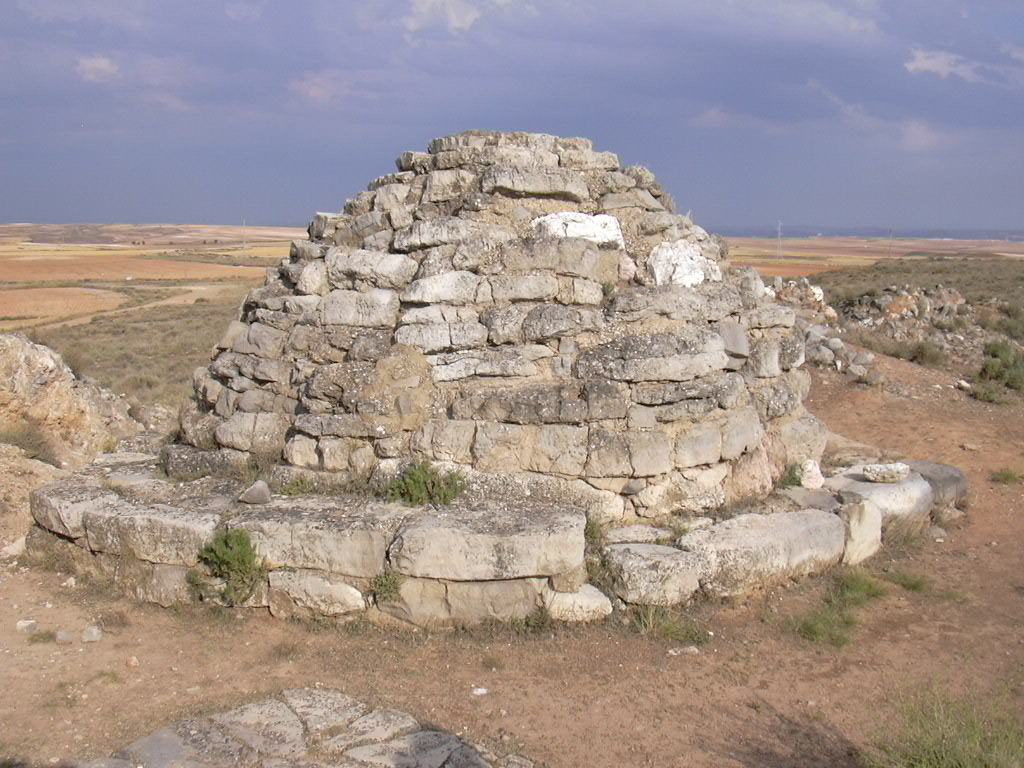
Tomba ibera di Azaila

Gli Iberi, di incerta origine, si insediarono nell'attuale Spagna in epoca imprecisata, mentre i Celti giunsero nella penisola, in diverse ondate migratorie. Progressivamente i Celti si fusero con gli Iberi e le altre popolazioni autoctone dando vita, nella meseta castigliana e in Aragona occidentale, alla civiltà celtibera.
La costa peninsulare orientale venne invece occupata dai Fenici. All'incirca nella stessa epoca, o forse in età leggermente posteriore (VII secolo a.C.), i Greci si stabilirono nella parte settentrionale della costa mediterranea, nell'attuale Catalogna a Emporion. Qui ebbero i primi contatti con gli Iberi. Attorno all'VIII secolo a.C. si iniziò a sviluppare la civiltà di Tartesso. Tale civiltà sembra sia stata influenzata dalle vicine colonie fenicie.

## Conquista cartaginese
Nel III secolo a.C. i Cartaginesi formularono un progetto imperialista mediterraneo che prevedeva l'annessione, o il controllo, della penisola iberica. Fulcro dell'espansione punica nel territorio doveva essere la città di Cartagena, importante base navale.
Nel 264 a.C. ebbe inizio una serie di guerre fra Cartagine e Roma (Guerre puniche) per l'egemonia del Mediterraneo occidentale. Dopo essere stata sconfitta nella Prima guerra punica, Cartagine cercò di controbilanciare la perdita della Sicilia, della Sardegna e della Corsica, ampliando il proprio dominio nella penisola Iberica.
Amilcare Barca, Annibale ed altri generali cartaginesi assunsero il controllo delle antiche colonie fenicie dell'Andalusia e del Levante per poi passare ad espandere l'area d'influenza punica a spese dei popoli indigeni. Alla vigilia della seconda guerra punica (220-219 a.C.), la maggior parte delle città e dei popoli al sud dei fiumi Duero e Ebro, così come le isole Baleari, erano sotto il dominio cartaginese.
Durante tale processo espansionistico, i Punici cercarono di sottomettere la città ibera di Sagunto, situata al sud della frontiera patteggiata dell'Ebro ma alleata di Roma. L'intervento di quest'ultima in difesa di Sagunto diede inizio alla seconda guerra punica.
Nell'anno 219 a.C. Annibale scatenò l'offensiva contro Roma, utilizzando la penisola iberica come base delle operazioni e includendo un gran numero di ispanici nel proprio esercito. La guerra terminerà con la vittoria romana e l'incorporazione della parte più civilizzata (ibera) della futura Hispania nella Repubblica romana.

## Hispania romana

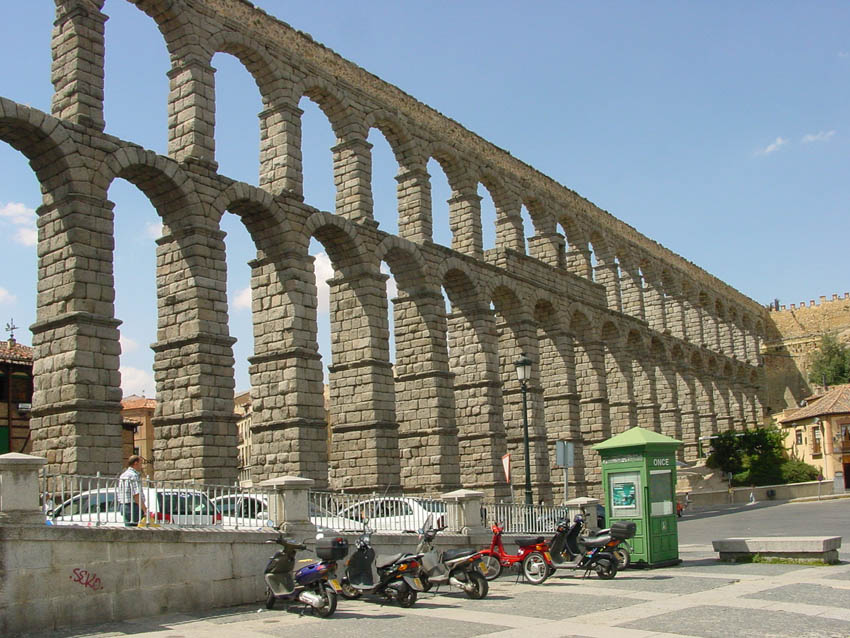
L'acquedotto di Segovia, importante opera civile della Hispania romana

A partire dalla fine della Seconda guerra punica (201 a.C.), gran parte della penisola iberica entrò nell'orbita romana. Nel 197 a.C. i Romani divisero il territorio in loro possesso in due zone: la Hispania Citeriore e la Hispania Ulteriore. Tali zone includevano però solo l'attuale Spagna mediterranea e non le regioni interne della meseta né quelle atlantiche.
La sottomissione di tali territori avrà luogo solo in seguito alle guerre celtibere e cantabriche che terminarono nel 19 a.C., in epoca augustea. Subito dopo l'intera Iberia venne suddivisa in tre province: Betica, Tarraconense e Lusitania. Tale organizzazione territoriale si mantenne fino all'epoca di Diocleziano, allorquando venne istituita la Diocesi di Hispania, articolata in cinque province: la Tarraconense, la Betica, la Lusitania, la Carthaginense e la Gallaecia.
Il processo di romanizzazione, inteso come l'incorporazione del mondo ispanico alla lingua, ai costumi e dell'economia romana, iniziò approssimativamente attorno alla prima metà del II secolo a.C. e poté considerarsi compiuto fra la seconda metà del I secolo e gli inizi del secolo successivo, anche se per alcune regioni periferiche si protrasse fin quasi alla caduta dell'Impero romano d'Occidente (V secolo). Tale processo fu talmente intenso che due imperatori, Traiano e Teodosio I, erano ispanici e un terzo, Adriano, di origine ispanica se non ispanico anch'egli (non c'è accordo fra gli storici sul suo luogo di nascita). Anche alcuni importanti filosofi e letterati latini provenivano dall'Hispania romana, fra cui Seneca, Lucano, Quintiliano e Marziale.
Nella Penisola Iberica, come nelle altre province, dopo una debilitazione del potere centrale nel corso del III secolo, si ebbe una vigorosa ripresa dell'autorità imperiale fra il regno di Diocleziano e quello di Teodosio. Alla morte di quest'ultimo (395) e alla definitiva divisione dell'Impero in una parte orientale ed un'altra Occidentale, corrispose però un rapido ed irreversibile processo di disfacimento di quest'ultima, causata, in buona parte (ma non esclusivamente), dalle invasioni germaniche.

## Le invasioni germaniche e il regno visigoto

### La caduta dell'Impero romano
Nel V secolo assistiamo ad un simultaneo processo di «deromanizzazione» dell'Impero romano in Hispania e di «romanizzazione» delle tribù germaniche che entrarono nella penisola iberica in ondate successive fin dal 409. Tale processo si rifletterà nel diritto, come l'adozione della "Lex Romana", evidente nella Lex Gothorum (Codice dei Visigoti, denominato erroneamente "Lex Visighotorum"), nella religione, come la conversione al Cristianesimo dei popoli barbari, nella lingua, come l'adozione generalizzata del latino come unico idioma scritto in tutto il territorio peninsulare (alcuni re composero addirittura poesie in questa lingua) e, infine, nelle stesse istituzioni politiche.

### Le invasioni
Nell'inverno dell'anno 406 i Vandali, gli Svevi e gli Alani sfondarono il limes romano con forze consistenti e dilagarono nelle Gallie. Tre anni più tardi attraversarono i Pirenei ed entrarono nella Penisola Iberica (409), occupando ampie zone dell'Hispania centrale ed occidentale. Anche i Visigoti, dopo aver saccheggiato Roma (410), conquistarono gran parte della Gallia meridionale e penetrarono nella penisola iberica settentrionale occupandola in parte e fondando il regno di Tolosa, che però aveva il proprio punto di forza nel sud dell'odierna Francia (418 circa o epoca immediatamente successiva). Iniziò da allora una graduale ma costante penetrazione visigota in Hispania che si intensificò dopo la sconfitta dei Vandali e degli Alani sospinti in Nordafrica, senza che potessero lasciare molti segni nella cultura locale.
Attorno alla metà del V secolo la presenza romana nella penisola era oramai limitata ad una parte della Tarraconense. Successivamente, a seguito della pressione dei Franchi sul regno di Tolosa e la perdita di parte dei territori situati nell'odierna Francia, i Visigoti spostarono sempre più il baricentro del proprio Stato in Iberia, riuscendo ad espellere le ultime guarnigioni romane presenti ancora sul territorio (472-476 circa). Nel primo decennio del secolo successivo, dopo la perdita di Tolosa, capitale del regno, e della massima parte dei territori gallici, la corte venne trasferita prima a Barcino poi a Toledo. I Visigoti raggiunsero il culmine della propria potenza sotto il re Leovigildo (568-586), il quale annientò gli Svevi ancora presenti nell'Hispania nord occidentale e cacciò i Bizantini da gran parte dei territori in cui si erano insediati in età giustinianea (metà del VI secolo) nel levante mediterraneo (attuali regioni di Andalusia orientale, Murcia e Comunità Valenciana centro-meridionale).

### Una breve età oscura
Curiosamente, l'antica Diocesi ispanica ebbe un declino culturale ed economico piuttosto breve, che si identifica soprattutto con il V secolo, ricordato come la sua Età oscura la quale si protrasse per un periodo molto più lungo in Britannia, in Gallia, in gran parte dell'Italia centro-settentrionale e in Germania. Dopo che il baricentro del potere visigoto passò dalla Gallia meridionale al cuore della vecchia Hispania, agli inizi del VI secolo, i Visigoti recuperarono e rispettarono molte delle istituzioni e delle leggi romane, mantenendo un'infrastruttura stabile ed archivi storici durante quasi tutto il resto del proprio regno. La seconda metà del VI secolo e la prima metà del VII furono infatti l'epoca d'oro del potere visigoto in Spagna, che seppur iniziato secondo la tradizione nel 415 ebbe modo di svilupparsi pienamente solo dopo il 507, allorquando, a seguito della Battaglia di Vouillé, venne abbandonata, insieme alla massima parte della Gallia centro-meridionale, una politica espansionista e di potenza.
Da allora i Visigoti concentrarono le proprie energie sullo sviluppo e l'unificazione della vecchia Hispania romana, romanizzandosi essi stessi profondamente. Inoltre la presenza del Mar Mediterraneo rese più facile l'interazione tra la Spagna e le altre culture, specialmente con l'impero Bizantino, che influenzò in certa misura, a partire dalla metà del VI secolo, gli stili artistici e le tecnologie iberiche. Ricordiamo a tale proposito che nel 552 ebbe luogo l'occupazione bizantina di gran parte del levante peninsulare, che sarebbe durata fino al regno di Suintila (628).

### La religione nel regno visigoto
Nonostante la nobiltà visigota praticasse l'Arianesimo, questo ebbe pochissima popolarità tra la popolazione ispano-romana della penisola, fedele nella sua maggioranza alla Chiesa cattolica. La corona visigota, dal 587, nella persona del re Recaredo, convertito al cattolicesimo, cercò di conciliare la gerarchia religiosa ariana con quella cattolica, ma questo tentativo ebbe scarso successo. Infine, si impose il cattolicesimo con la forza, espropriando la chiesa ariana dei suoi beni in favore di quella cattolica.

## La conquista islamica

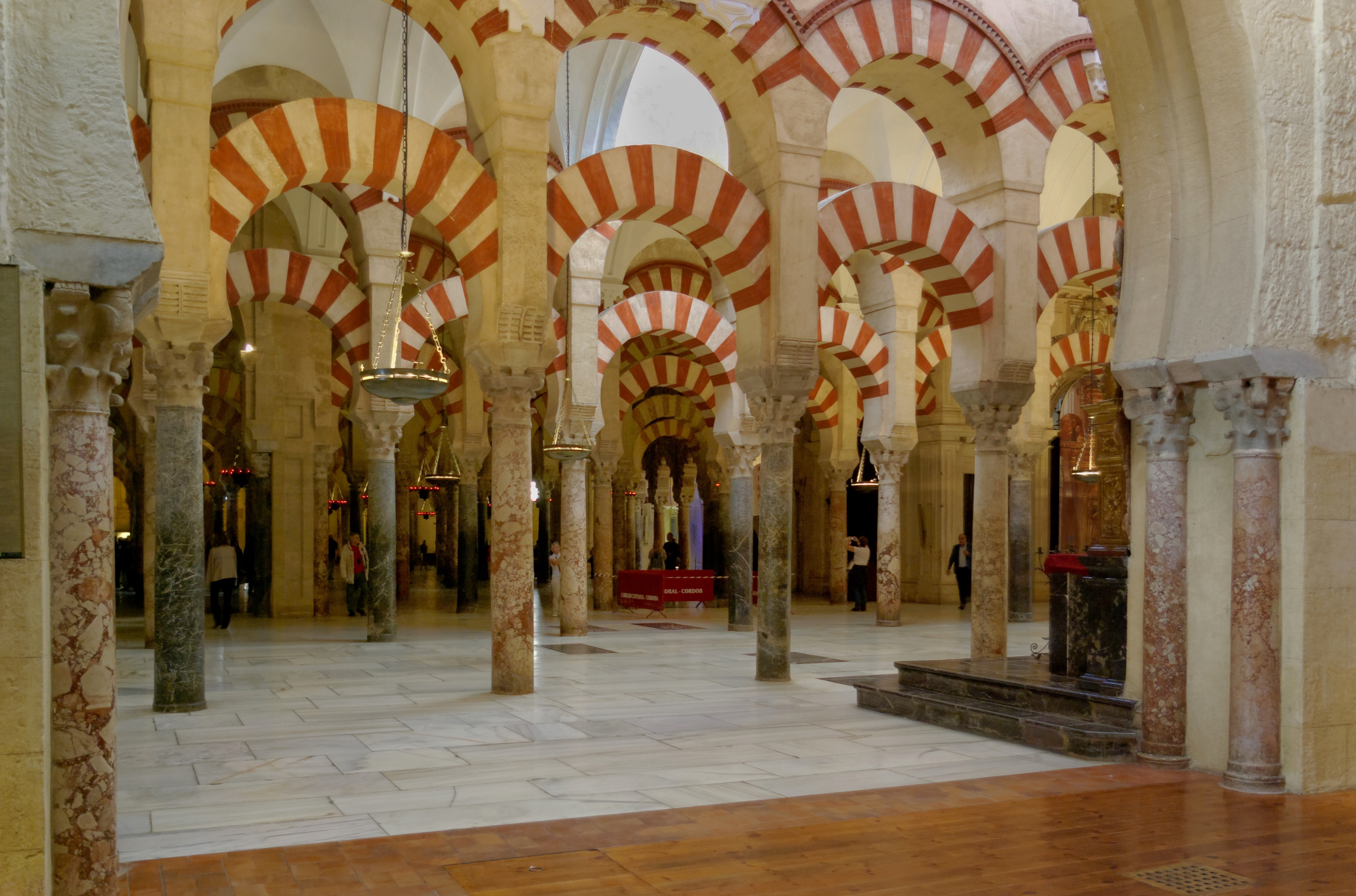
Interno della moschea di Cordova, capitale del califfato di al-Andalus

Nel 711, dopo la morte del re Witiza, i nobili e i vescovi della Penisola elessero re Don Rodrigo, duca della Betica. I figli di Witiza volevano però come re Achila, duca della Tarraconense, pertanto tramarono contro Rodrigo assieme agli Arabi, sfruttando l'appoggio garantito loro da Giuliano (Don Julian), esarca bizantino di Septem (Ceuta).
Rodrigo, che nel frattempo stava lottando contro alcuni ribelli baschi, si rese conto dell'invasione araba e accorse per difendere il suo regno, ma fu sconfitto nella battaglia del Guadalete (o Rio Barbate) a causa del tradimento dei sostenitori dei buoni diritti di Witiza. Alla sua morte, con la maggior parte dell'esercito visigoto distrutto, gli Arabi decisero di proseguire la loro marcia.
Tāriq ibn Ziyād conquistò Toledo e giunse fino a León; Mūsā ibn Nuṣayr conquistò Siviglia, per arrivare sino a Mérida (712). In seguito unì le sue forze a quelle di Tāriq e insieme presero Saragozza.
Infine il figlio di Mūsā completò la conquista della Penisola, eccetto le zone montane cantabriche e pirenaiche (716), entrando poi in territorio franco. Gli Arabi vennero fermati da Carlo Martello a Poitiers nel 732 (Battaglia di Poitiers). Una decisiva vittoria, per i regni cristiani della penisola iberica, fu nel 722 quando Pelagio delle Asturie riuscì a sconfiggere gli arabi nella battaglia di Covadonga. Nel 773 l'omayyade ‘Abd al-Rahmān I proclamò l'Emirato di Cordova, rendendo politicamente indipendenti i musulmani spagnoli, e nel 929 Abd al-Rahman III proclamò il Califfato di Cordova, che evidenziava ancor più la separazione definitiva dal Califfato di Baghdad.

## Al-Andalus

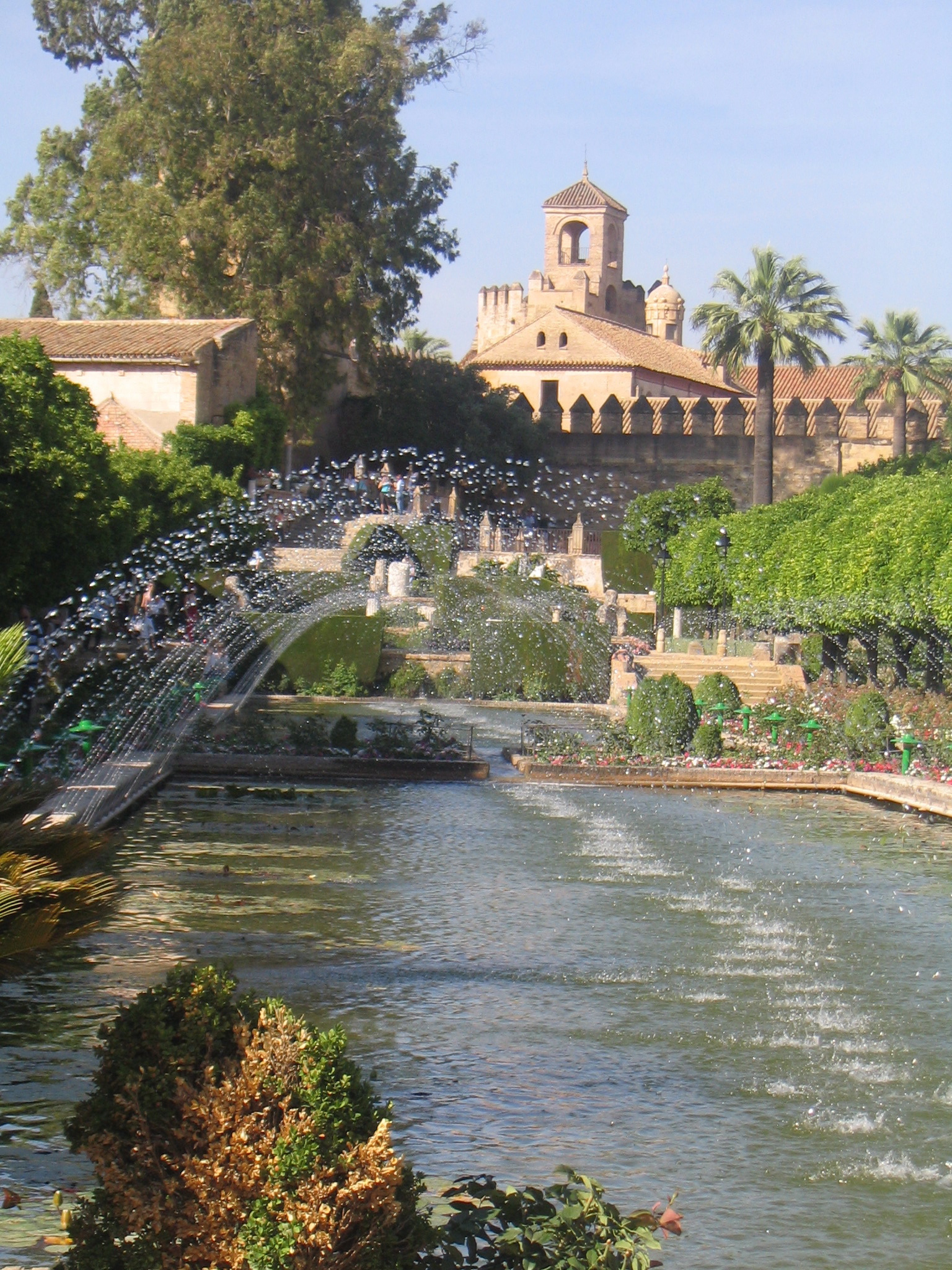
La fontana dell'Alcazar di Cordova

Al-Andalus è il nome che i musulmani diedero alla parte della Penisola Iberica e della Settimania al sud della Gallia da essi controllata e governata.
Malgrado si seguiti a ripetere da più parti che il nome al-Andalus (da cui viene il termine geografico Andalusia) derivi da un preteso "Vandalusia", gli studi più autorevoli hanno dimostrato come il termine derivi invece dall'espressione in lingua gota "Landahlauts", (lotti terrieri), i "feudi" cioè attribuiti ai nobili visigoti. Gli arabi apposero semplicemente il loro articolo determinativo "al" a tale parola, originando l'aggettivo "al-Landahlautsiyya". L'espressione originaria araba era dunque "bilād al-landahlautsiyya" (paese dei feudi gotici) che si semplificò in "bilād al-andalusiyya" e che originò infine il toponimo "al-Andalus".
Il califfo Walid I elevò Al-Andalus al rango di emirato. Dopo la conquista del califfato da parte degli Abbasidi, avvenuta alla metà del secolo VIII gli Omayyadi si rifugiarono in Castiglia, dichiarando Cordoba come emirato indipendente. Iniziatore della dinastia Omayyade di Cordoba fu Abd al-Rahman ibn Mu'awiya. Nel decimo secolo Abd-ar-Rahman III dichiarò che il califfato di Cordoba aveva tagliato definitivamente i legami con la Siria e l'Egitto. Sotto il califfato di Abd-ar-Rahman III Al-Andalus raggiunse il suo massimo splendore politico, militare e culturale.
Dopo l'anno Mille il Califfato entrò in una fase di grave crisi poiché si susseguirono continue guerre civili tra i principati islamici. Intanto iniziava il processo della Reconquista da parte dei regni cristiani, culminata nella battaglia di Las Navas de Tolosa del 1212. Verso la fine del Duecento tutti i regni islamici vennero inglobati dalla Castiglia, dall'Aragona e dal Portogallo, eccetto che l'emirato di Granada, retto dai Nasridi, il quale durò fino al 1492.

## DallaReconquistaall'unione di Castiglia ed Aragona

### LaReconquista

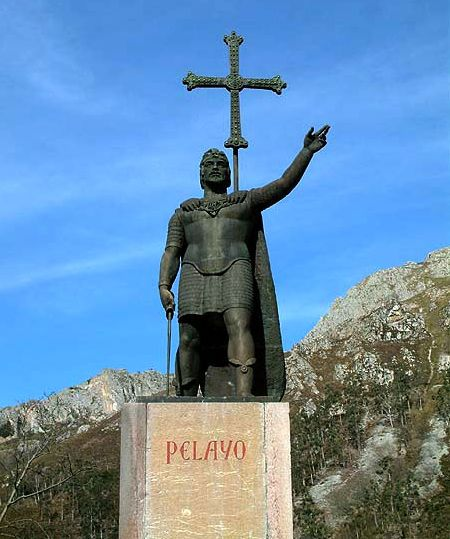
Pelagio

Verso il 720 un distaccamento musulmano venne sconfitto da un gruppo di cristiani rifugiatisi nelle foreste di Covadonga (Asturie) nella battaglia di Covadonga. I vincitori si organizzarono in un minuscolo e rudimentale Stato, il Regno delle Asturie. Pelagio, probabilmente un nobile goto, non si proclamò in realtà re ma, come condottiero stimato, esercitò di fatto un'autorità quasi-regia e senza titolo formale. Operò dopo di lui suo figlio Fruela. La prima corte si stabilì a Cangas de Onís. Pelagio morì nel 737. Due anni più tardi (739), suo genero Alfonso I, approfittando delle lotte tra Arabi e Berberi, diede nuovo impulso all'espansione del suo regno raggiungendo la Rioja e il Duero. Tuttavia non ebbe la possibilità di ripopolare la zona, poiché nell'altopiano del nord restava un ampio deserto strategico, terra di nessuno.
In età altomedievale si formarono i principali nuclei cristiani nella penisola coi regni di Castiglia, León, Portogallo, Aragona Navarra e la Contea di Barcellona. Alcune di tali entità statuali si fusero fra di loro nel XII e XIII secolo come la Castiglia e il León (che formarono il Regno di Castiglia e León) e il Regno di Aragona che, con la contea di Barcellona, diede vita alla Corona d'Aragona.
La conquista dei territori caduti in mano musulmana da parte dei regni cristiani iniziò, come abbiamo già accennato, fin dall'VIII secolo da parte dei sovrani asturiani. Nei primi tre secoli tuttavia, la lotta contro l'invasore islamico procedette a rilento, spesso intervallata da lunghi periodi di inattività bellica. Ancora attorno all'anno 1000 gran parte della Spagna settentrionale e la totalità di quella centrale e meridionale erano saldamente in mano all'Islam. A partire dalla metà dell'XI secolo la Reconquista subì una brusca accelerazione e circa due secoli più tardi i mori erano stati espulsi da quasi tutta la penisola, ad eccezione della città di Granada e di parte dell'Andalusia meridionale.

### Unione dei Regni di Castiglia e di León

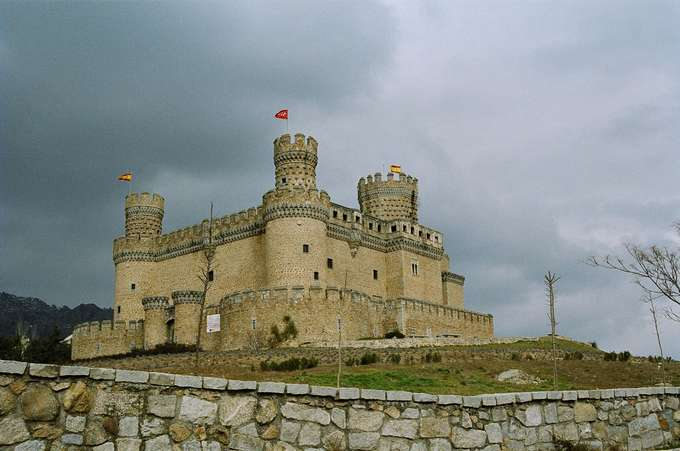
Il castello di Manzanares el Real (Madrid). Il castello era la fortificazione più comune nelle terra di frontiera in costante conflitto. Infatti diede il nome al regno di Castiglia (terra dei castelli)

Nell'anno 1037 Bermudo III, re di León, morì sul campo di battaglia contro il cognato Ferdinando I. Non avendo il primo discendenza, suo cognato si considerò successore e unificò i due regni per la prima volta. Nell'anno 1054 Ferdinando I combatté contro suo fratello García Sánchez III di Nájera, re di Navarra, nella Battaglia di Atapuerca. In questa battaglia anche il monarca navarrese perse la vita e così la Castiglia si annetté tra l'altro la comarca dei monti d'Oca, vicino alla città di Burgos.
Alla morte di Ferdinando I (1065), i regni vennero divisi tra i figli. A Sancho II toccò la Castiglia e ad Alfonso VI il regno di León. Sancho II venne però assassinato nel 1072 e suo fratello salì al trono di Castiglia in sua sostituzione creando un'unione che sarebbe durata alcune generazioni. Divenne famoso il giuramento che fece Alfonso VI a El Cid a Santa Gadea di Burgos sulla propria innocenza riguardo all'assassinio del fratello.
Alla sua morte gli succedette sul trono la figlia Urraca. Costei si sposò, in seconde nozze, con Alfonso I di Aragona ma, non riuscendo a unificare i regni e a causa della grande conflittualità esistente fra essi, Alfonso I la ripudiò nel 1114. Questo accentuò le rivalità tra i due Stati. Urraca dovette inoltre affrontare suo figlio, il re di Galizia, per far valere i suoi diritti su quel regno. Alla sua morte lo stesso figlio, nato dal primo matrimonio, le successe al trono come Alfonso VII.
Alfonso VII ottenne l'annessione di territori dei regni di Navarra e di Aragona grazie anche alla debolezza di queste entità statuali dovuta alla loro separazione dopo la morte di Alfonso I di Aragona). Rinunciò al suo diritto di conquista della costa mediterranea a favore della nuova unione di Aragona (nella persona di Petronilla), con la Contea di Barcellona, guidata da Ramón Berenguer IV). Nel proprio testamento però divise i regni tra i figli, spezzando nuovamente l'unione tra Castiglia e León: Sancho III divenne re di Castiglia e Ferdinando II re di León.
Fino all'anno 1230 non ci fu una vera e propria unione legale e definitiva tra Castiglia e León. Ma nel 1217 Ferdinando III il Santo ricevette dalla madre Berenguela il Regno di Castiglia e nel 1230 dal padre Alfonso IX quello di León.

### Unione delle Corone di Castiglia e d'Aragona

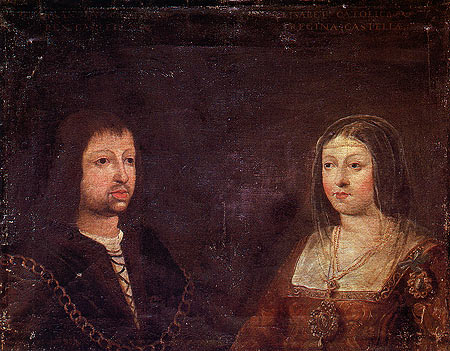
Ritratto di matrimonio di re :Ferdinando II d'Aragona e la regina Isabella di Castiglia.

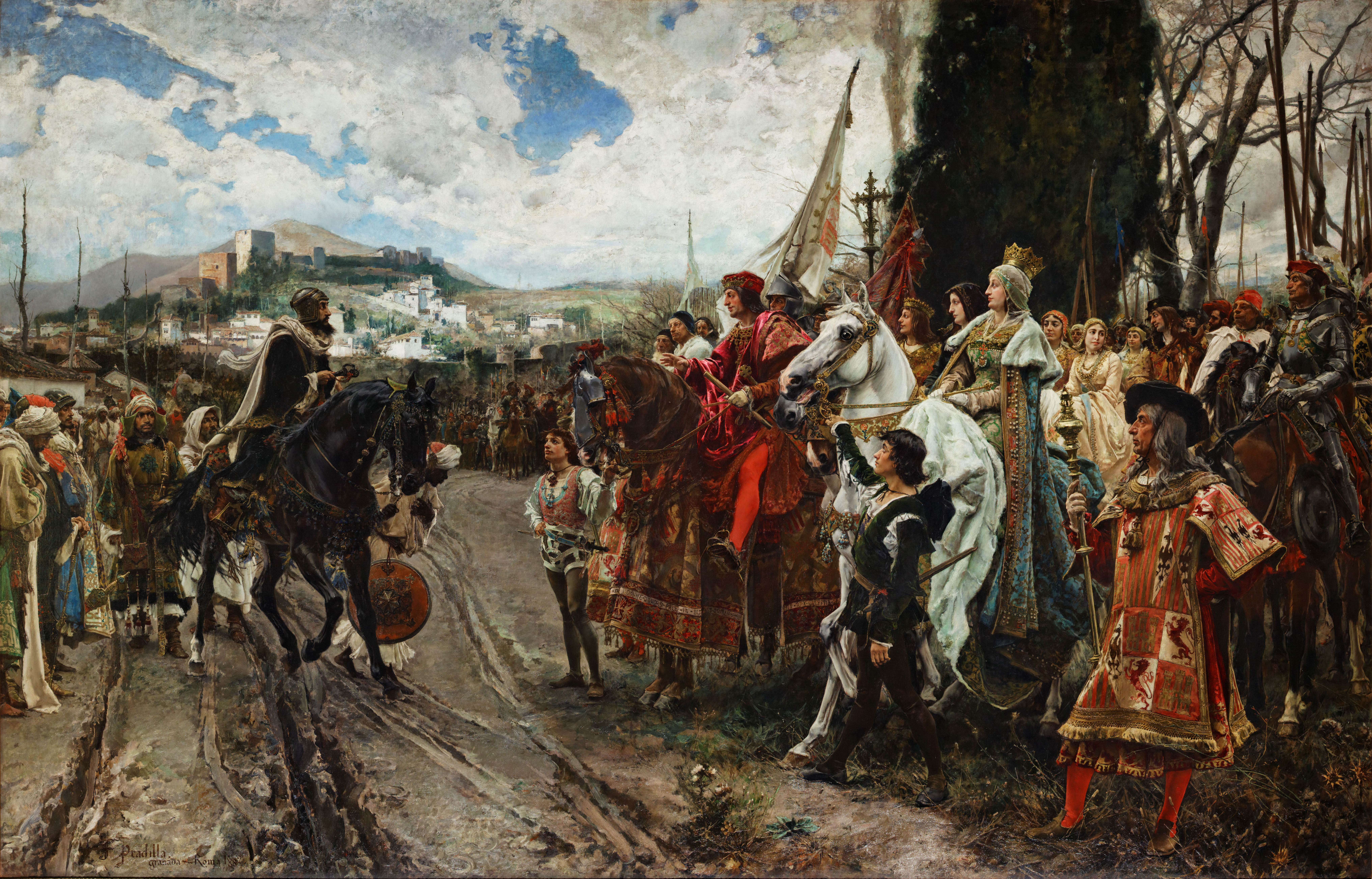
La resa di Granada di Francisco Pradilla Ortiz

Molto più laboriosa fu l'unione dinastica fra il Regno di Castiglia e la Corona d'Aragona. Quest'ultima, dopo la conquista del Levante valenzano (XIII secolo) e l'espansione in Sicilia (1282), Sardegna, Grecia (XIV secolo) e regno di Napoli (XV secolo) si era imposta come una grande potenza mediterranea. L'ascesa al trono della famiglia castigliana dei Trastámara a seguito del compromesso di Caspe (1412) aveva avvicinato considerevolmente i due Stati più forti della penisola iberica.
L'unione fra la Castiglia e l'Aragona si sarebbe realizzata circa mezzo secolo più tardi, a seguito del matrimonio fra Isabella, principessa ereditaria di Castiglia, e Ferdinando II, principe ereditario di Aragona, che fu celebrato in gran segreto nel 1469. I due sposi ascesero al trono dei rispettivi regni nel 1474 e 1479. Isabella venne designata successore da suo fratello Enrico IV, il quale riconosce l'illegittimità della figlia Juana la Beltraneja e chiede a Isabella di sposare Alfonso di Portogallo. Isabella però sposa Ferdinando d'Aragona perciò Enrico IV dichiara illegale la nomina di Isabella come suo successore riconoscendo nuovamente la figlia Juana come legittima. Enrico IV però muore senza testamento e Isabella si proclama Regina. La guerra si protrasse fino al 1479, anno in cui anche suo marito Ferdinando II cinse la corona d'Aragona. L'unione fra i due regni, vincolati attraverso il matrimonio dei rispettivi sovrani e dei loro successori, si sarebbe protratta fino agli inizi del XVIII secolo. Solo con l'avvento dei Borbone in Spagna infatti, si realizzò una fusione effettiva fra le due entità statuali.
Durante il regno di Isabella e Ferdinando si portò a termine la Reconquista, con la conquista di Granada da parte dei Re Cattolici che l'annetterono nel 1492 al Regno di Castiglia. In questo stesso anno vennero scacciati gli ebrei dalla Spagna, e venne scoperta l'America, in nome della corona, da Cristoforo Colombo.

## Età moderna

### Da Castiglia e Aragona a Spagna
Il momento storico preciso nel quale si iniziò a parlare di Spagna per la prima volta è iniziato ad apparire nei saggi di Storia o nelle Enciclopedie solo nel corso del Novecento. Sembra che fino ad allora gli storici abbiano preferito astenersi dallo scrivere su tale avvenimento come se non fosse degno di essere menzionato. Ancor oggi non esiste accordo fra gli studiosi al rispetto. In ogni caso quando in età asburgica (XVI e XVII secolo) la penisola veniva ancora definita Castiglia e Aragona, nella corte prima dei Valois, poi dei Borbone, in Francia, si utilizzava spesso la parola francese Espagne riferendosi all'intero territorio dell'antica provincia romana della Hispania (comprendente pertanto anche il Portogallo).
Solo in età borbonica, a seguito dei Decreti di Nueva Planta (inizi del XVIII secolo) e dell'estinzione della Corona d'Aragona come entità statuale autonoma, si venne a conformare uno Stato spagnolo propriamente detto e i monarchi dell'epoca iniziarono ad ostentare, prima unitamente agli altri titoli che spettavano loro (re di Castiglia, d'Aragona, di Navarra ecc.), poi in forma esclusiva, il titolo di Re di Spagna.

### Casa d'Austria

L'imperatore Carlo V alla Battaglia di Mühlberg, di Tiziano

Gli Asburgo furono la dinastia regnante in Spagna tra il Cinquecento e il Seicento. L'imperatore Carlo V (Carlo I di Spagna) ereditò, dai suoi antenati un enorme complesso territoriale senza paragone nella storia, che si estendeva dalle Filippine al Messico e dai Paesi Bassi allo Stretto di Magellano. Oltre all'espansione oceanica e alla conquista di alcuni Stati, come il Ducato di Milano, fu il risultato dell'eredità di quattro casate: quella di Borgogna, Austria, Aragona e Castiglia. Gli Stati europei posti sotto la sovranità di Carlo V, sia nella penisola iberica che al di fuori di essa, mantennero generalmente le proprie libertà civiche e le proprie istituzioni parlamentari pur essendo strettamente vincolati fra di loro da una forma di fedeltà dinastica alla casa regnante degli Asburgo che solo le guerre di religione riuscirono temporaneamente ad intaccare.
Alla morte di Carlo V, allorquando l'eredità venne divisa tra il fratello Ferdinando e il figlio Filippo la casa degli Asburgo si divise in due rami: uno principale, quello di Spagna, e uno cadetto, cui toccarono la dignità imperiale e i domini d'Austria. Curiosamente, il ramo spagnolo della dinastia è conosciuto in Spagna come Casa de Austria (gli stessi Asburgo spagnoli, a partire da Filippo III, preferirono definire la propria casata sotto tale forma). Con Filippo II ebbe inizio una progressiva castiglianizzazione degli altri stati spagnoli e una centralizzazione del potere molto più marcata che in epoca di Carlo V. Il Regno di Castiglia divenne, nella seconda metà del XVI secolo, il centro nevralgico della Casa de Austria, sia sotto il profilo economico e militare che politico. Sotto gli Asburgo una Spagna ancora multinazionale, ma che aveva adottato oramai la lengua del imperio come lingua di corte e di cultura conobbe il proprio apogeo, passato alla storia come il Siglo de oro.
La supremazia marittima della Spagna fu dimostrata con la vittoria a Lepanto nel 1571, anche se, successivamente, per una serie di circostanze sfavorevoli l'Invincibile Armata fu sconfitta. Tuttavia, fino almeno agli anni quaranta del Seicento, il potere militare spagnolo nel continente non venne mai messo in discussione. L'enorme sforzo bellico, unitamente a una politica imperialista cui venne soggetta sia la Spagna che gli altri Stati posti sotto sovranità asburgica, diedero però l'avvio a un processo di decadenza economica che caratterizzò gran parte del XVII secolo e che venne acuito da alcuni gravi rovesci militari che, attorno alla metà del secolo, portarono al ridimensionamento della potenza militare spagnola sancito con la Pace di Vestfalia. Ad aggravare la situazione intervennero le sollevazioni simultanee in Portogallo, in Catalogna a Napoli e in Sicilia con la perdita di alcuni territori (Paesi Bassi protestanti e Portogallo). Nei possedimenti d'oltremare, a partire dal Seicento, iniziò ad essere combattuta la guerra di corsa dei pirati inglesi, olandesi e francesi.
Dopo la Guerra di Successione la Spagna perdette la preponderanza militare in Europa e, benché continuasse ad essere una grande potenza atlantica, dovette cedere il dominio dei mari, nel corso del XVIII secolo, ad una sua vecchia rivale, la Gran Bretagna.

### Illuminismo in Spagna e l'arrivo della Casata dei Borbone
La casata dei Borbone iniziò a regnare in Spagna dopo la Guerra di Successione Spagnola, provocata quando la Castiglia divenne sostenitrice dei Borbone e l'Aragona degli Asburgo. Avendo vinto i castigliani la guerra, i Borbone abolirono tutte le istituzioni, i privilegi e i diritti fiscali dell'Aragona e iniziarono a governare la Spagna in maniera centralizzata, eccetto per le province basche e per la Navarra che, essendo dalla parte della Castiglia, divennero sostenitrici dei Borbone.
Si conosce come periodo dell'"Illuminismo politico in Spagna" che comprende i regni dei Borbone da Filippo V nel 1700 fino a Carlo IV, il cui regno terminò improvvisamente nel 1808, comprendendo anche il movimento dell'Illuminismo che ebbe inizio in Francia e divenne la causa principale della Rivoluzione francese.

## Età contemporanea

### Invasione napoleonica e guerra d'indipendenza

Le fucilazioni del 3 di maggio, di Goya

Il regno di Carlo IV di Borbone iniziò nel 1788 ed è quasi interamente dominato dalla figura del suo Ministro Universal, Manuel Godoy. Il loro atteggiamento iniziale era riformista, ma lo scoppio della Rivoluzione francese influenzò notevolmente la loro politica. Inizialmente contro la Francia rivoluzionaria, essi finirono per allearsi con Napoleone, il quale aveva bisogno di aiuto per combattere gli inglesi. Un diffuso sentimento di malcontento, unito alla terribile sconfitta subita nella Battaglia di Trafalgar, generò una profonda crisi della quale approfittò suo figlio: il principe ereditario Ferdinando VII. Con l'aiuto di alcuni sostenitori egli organizzò nel 1808 l'Ammutinamento di Aranjuez, durante il quale detronizzò il padre. Carlo IV chiese aiuto a Napoleone il quale decise di approfittare della situazione e tentò di occupare la Spagna, dando il via alla Guerra d'indipendenza spagnola (1808-1814) durante la quale però la Corona passò a Giuseppe I Bonaparte. Nel 1812 venne emanata a Cadice una costituzione che eliminava la distinzione tra spagnoli nati nella Penisola e Spagnoli nati nelle colonie. Alla sconfitta delle truppe francesi seguì il ritorno di Ferdinando VII, nel 1814.

### I Restaurazione borbonica (1813-1833)
Il Re Ferdinando VII dichiarò immediatamente nulla la Costituzione di Cadice e ristabilì l'assolutismo monarchico. Il malcontento interno e le continue rivolte delle colonie latino-americane sfociarono, nel 1820, in una sollevazione militare delle truppe pronte ad imbarcarsi verso le Americhe dal porto di Cadice. La rivolta si diffuse rapidamente ed il Re fu costretto a far tornare in vigore la Costituzione e ad indire le elezioni per le Cortes, stabilendo così un regime liberale, che però era fragilissimo a causa dell'ostilità del Re, dei contrasti interni fra radicali e moderati e del mancato appoggio delle classi contadine, influenzate dalla Chiesa. Inoltre la rivoluzione spagnola venne osteggiata anche dalle potenze europee riunite nel congresso di Verona del 1822. Nel 1823 intervenne in gran forza l'esercito francese, che riuscì a ristabilire l'ordine a favore della monarchia borbonica. Tuttavia la rivoluzione nell'America Spagnola non venne scalfita, così nacquero nuovi stati indipendenti dall'antico impero coloniale spagnolo. L'ultimo esercito spagnolo venne sconfitto nella battaglia di Ayacucho nel 1824 (Perù meridionale). Dopo l'indipendenza dei nuovi stati centro e sudamericani, restarono sotto la dominazione spagnola soltanto Cuba, Puerto Rico e le Filippine.
Dopo l'esperimento liberale, seguì il cosiddetto "Decennio nefasto spagnolo" (1823-1833) durante il quale la repressione fu durissima. Ferdinando VII si sposa tre volte ma non ha eredi maschi. Nel 1830 promulgò quindi un decreto (la Prammatica Sanzione) secondo il quale la Corona poteva passare alla figlia maggiore, escludendo così Carlo Maria Isidoro di Borbone-Spagna, suo fratello.

#### Regno di Isabella II (1833-1868)

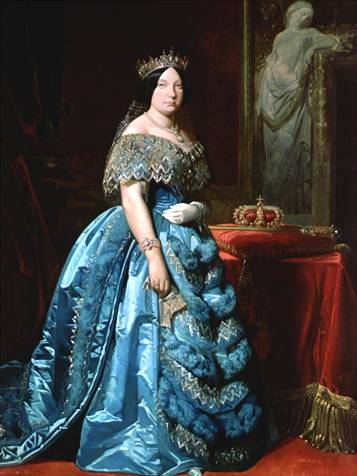
Isabella II.

Alla morte di Ferdinando VII nel 1833, divenne regina Isabella, la sua primogenita, che aveva solo tre anni e così la reggenza fu affidata a Maria Cristina di Borbone-Due Sicilie, la madre. Ma Carlo non si rassegnò, così scoppiò la prima delle guerre carliste (1833-1840) e nacque il movimento carlista (Carlismo). Dopo una lunga resistenza Carlo morì in esilio dopo essere stato dichiarato un ribelle dalla Regina. Il Regno di Maria Cristina accolse più di altri, tendenze liberali ed il potere fu affidato ai moderati. Lo scontro con i gruppi più estremi era però inevitabile. Gli "esaltati" infatti infiammavano le città del Nord con feroci manifestazioni di anticlericalismo, alle quali seguirono l'esproprio dei beni ecclesiastici. Intanto i progressisti, gli antichi "esaltati", diventavano sempre più influenti, grazie all'appoggio di intellettuali, proletariato industriale e vari capi militari di alto grado, fra questi il generale Baldomero Espartero, il quale ottenne l'abdicazione di Maria Cristina e fu capo dello Stato fino alla sua caduta nel 1843, dopo la soppressione nel sangue della rivolta della borghesia barcellonese.
Nel 1843 salì al trono Isabella II di Spagna, dichiarata maggiorenne a 13 anni. Durante il suo regno la monarchia iniziò a perdere potere rispetto al Parlamento, le Cortes. Sull'onda del movimento democratico europeo acquistarono maggior potere i moderati e si organizzano i primi movimenti operai. Vennero attuate riforme agrarie e venne incentivata l'industria nascente. Ma la condotta impopolare della Regina e la forte crisi interna al paese esplosero nel 1868 in una rivolta militare guidata dai Generali Prim, Serrano e Topete, i quali chiedevano la detronizzazione di Isabella II ed il ritorno della sovranità alla Nazione.

### Sessennio democratico (1868-1874)
È conosciuto come "Sexenio Democrático" il periodo della Storia di Spagna trascorso dal trionfo della rivoluzione del settembre del 1868 fino alla proclamazione del dicembre del 1874 che diede inizio alla tappa conosciuta come Restaurazione.

#### Regno di Amedeo di Savoia (1870-1873)

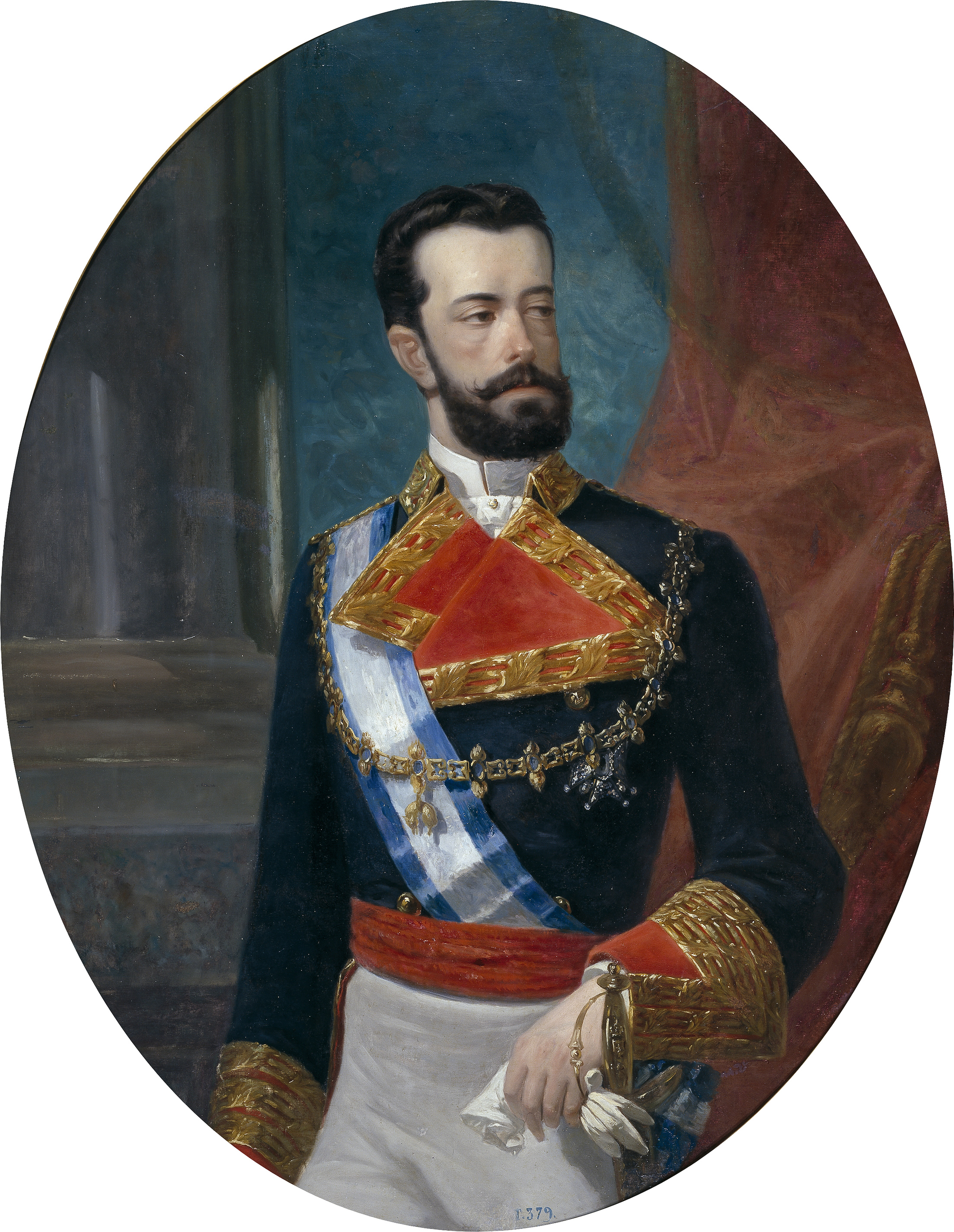
Amedeo I di Savoia

Dopo la rivoluzione del 1868 in Spagna viene proclamata una monarchia costituzionale. Vi sono difficoltà inerenti al cambio di regime e risulta difficile trovare un re che ne accetti la responsabilità. Finalmente il 16 novembre del 1870 con l'appoggio del settore progressista delle Corti e dei carlisti, Amedeo di Savoia viene eletto re con il nome Amedeo I di Spagna, succedendo a Isabella II, arrivando in Spagna nel gennaio 1871.
Amedeo ebbe serie difficoltà dovute all'instabilità dei politici spagnoli, alle cospirazioni repubblicane, alle rivolte carliste, al separatismo di Cuba, alle dispute tra i propri alleati e ad alcuni che tentarono di assassinarlo. Abdicò di propria iniziativa l'11 febbraio del 1873. Dopo la sua abdicazione si proclamò la Prima Repubblica spagnola.

#### Prima Repubblica spagnola (1873-1874)
La Prima Repubblica spagnola fu proclamata l'11 febbraio del 1873 dall'Asamblea Nacional e durò undici mesi durante i quali vennero nominati quattro Presidenti. La debolezza con la quale nacque il regime e che provocò la successiva restaurazione borbonica era dovuta a vari fattori, tra i quali la mancanza di una sufficiente base sociale, dimostrata dal malcontento dei contadini e degli operai, l'opposizione organizzata dai conservatori o monarchici, incluse le sollevazioni dei carlisti e la mancanza di una borghesia che sostenesse il sistema.

### II Restaurazione borbonica (1874-1931)
Si definisce Restaurazione borbonica il periodo che va dalla dichiarazione del generale Arsenio Martínez Campos nel 1874 che sancì la fine della Prima Repubblica spagnola alla proclamazione della Seconda Repubblica nel 14 aprile del 1931. Il nuovo monarca fu Alfonso XII, figlio di Isabella. Questo periodo è caratterizzato da una certa stabilità istituzionale, grazie alla modifica dello Stato in senso liberale e all'incorporazione dei movimenti sociali e politici, nonché alla nascita delle prime industrie.
Nel 1898, dopo la guerra ispano-americana, la Spagna perdette Cuba e Porto Rico, le sue ultime colonie nel Nuovo Mondo, oltre alle Filippine e a Guam.
Agli inizi nel Novecento in Spagna iniziarono a diffondersi le nuove ideologie, come il nazionalismo, il socialismo e l'anarchismo. Nel 1909 una rivolta scoppiata in Catalogna venne repressa brutalmente
La Spagna restò neutrale durante la Grande Guerra. Con la fine del periodo bellico la Spagna tornò in crisi e nel 1919 ci furono rivolte operaie che vennero represse.

#### Dittatura di Primo de Rivera
Il 13 settembre del 1923 il capitano generale della Catalogna, Miguel Primo de Rivera si ribellò contro il Governo e dette inizio a un colpo di Stato con l'appoggio della maggioranza delle unità militari. La riunione prevista delle Cortes Generales per una data immediatamente successiva con l'obiettivo di analizzare il problema del Marocco e il ruolo dell'esercito nella contesa, fu il detonatore della rivolta. Oltre a questa situazione il sistema monarchico stava affrontando una grave crisi, non riuscendo a inquadrarsi nel XX secolo, segnato dalla rivoluzione industriale accelerata, dal ruolo non riconosciuto alla borghesia, tensioni nazionaliste e i partiti politici tradizionali che non erano capaci di affrontare un regime pienamente democratico.
Dopo la crisi economica del 1927, accentuata soprattutto nel 1929, la repressione violenta degli operai e degli intellettuali e la mancanza di sintonia tra la borghesia e la dittatura, la monarchia divenne l'obiettivo dell'opposizione, riunitasi al completo nell'agosto del 1930 nel Patto di San Sebastian. I governi Dámaso Berenguer, denominato la "dictablanda", e di Juan Bautista Aznar-Cabañas, non riuscirono a invertire la tendenza. Dopo le elezioni amministrative del 1931, il 14 aprile viene proclamata la Seconda Repubblica, terminando la restaurazione borbonica in Spagna.

#### Seconda Repubblica spagnola
La Seconda Repubblica spagnola venne proclamata il 14 aprile del 1931, dopo l'esilio del re Alfonso XIII, dopo che venne constatata la sconfitta delle candidature monarchiche nelle principali capitali di provincia nelle elezioni amministrative del 12 aprile del 1931, ed anche la mancanza di appoggio popolare alle autorità politiche e sociali com'anche nelle forze armate o nell'ordine pubblico.
Il 28 giugno 1931 si tennero le elezioni generali che videro la vittoria alle Cortes della sinistra e il governo fu composto esclusivamente dalle forze di sinistra. Il 10 agosto 1932 ci fu il fallito colpo di stato del generale José Sanjurjo, con l'appoggio di circoli monarchici e numerosi militari.
Le elezioni del 19 novembre 1933 alle "Cortes Generales" furono vinte dai conservatori della CEDA, guidata da José Maria Gil-Robles, una coalizione di partiti della destra monarchica, cattolica e nazionalista, che ebbe la maggioranza relativa. La Ceda ottenne alti consensi soprattutto tra le donne, che si trovarono per la prima volta a votare. Costituì un governo di coalizione insieme ai radicali.
Le ultime elezioni generali della seconda repubblica si svolsero il 16 e il 23 febbraio 1936 e videro la vittoria della sinistra, unita nel Fronte Popolare, che in maggio elesse presidente Manuel Azaña.

### Guerra civile spagnola (1936-1939)
La guerra civile spagnola (17 luglio del 1936 – 1º aprile del 1939), è stata considerata come il preambolo alla seconda guerra mondiale dato che servì come banco di prova per l'Asse Roma-Berlino-Tokyo oltre che come confronto tra le principali ideologie politiche presenti in Europa e che sarebbero entrate in conflitto di lì a poco: il Fascismo, la Democrazia, il Liberalismo e i movimenti di sinistra come il Socialismo e il Comunismo, cui si aggiunse in Spagna l'anarchismo.
Il 17 luglio del 1936 ci fu l'Alzamiento: il generale Franco, partendo dal Marocco spagnolo, iniziò ad invadere la Spagna. Nel frattempo un altro esercito nazionalista, stanziato nella Navarra, sotto il comando del generale José Sanjurjo, cominciò a muoversi verso sud. Con loro carlisti e falangisti. La mossa di Franco intendeva occupare le istituzioni per insediarsi immediatamente al potere, ma trovò una forte resistenza da parte dei repubblicani in città chiave come Barcellona e Madrid. La liberazione dall'assedio dell'Alcazar di Toledo da parte dei nazionalisti, fu una prima avvisaglia per le sorti future della guerra civile. Nei primi mesi del 1937 l'esercito nazionalista continuò ad erodere territorio ai repubblicani, tanto da riuscire ad isolare Madrid.

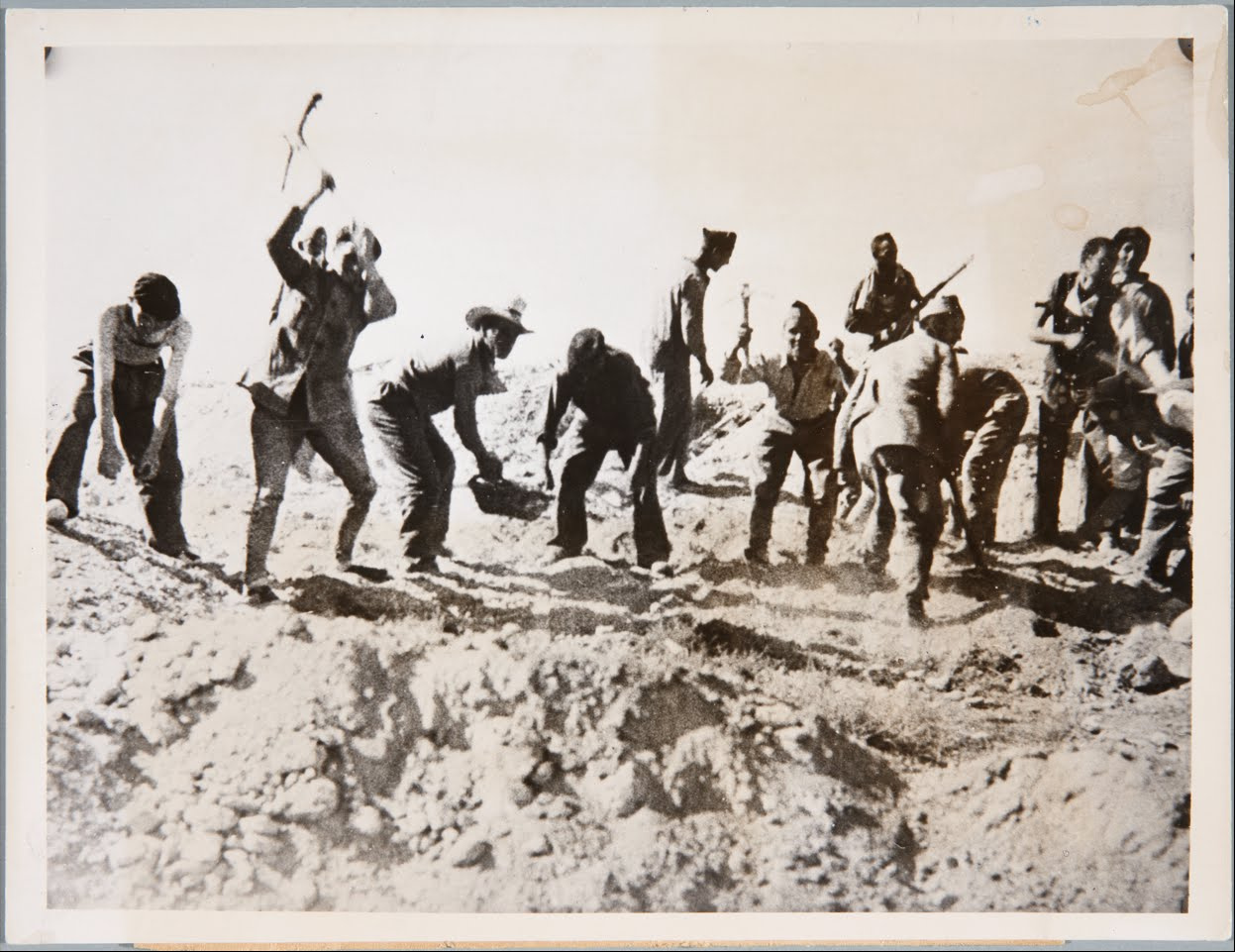
Volontari repubblicani scavano trincee in vista della difesa di Madrid, estate 1936

L'Aragona e i Paesi Baschi caddero verso la fine del 1937. Un evento chiave, non per le sorti della guerra, ma anche come crimine verso l'umanità fu il bombardamento di Guernica da parte dei tedeschi. Infatti Italia e Germania erano scese in campo a sostegno dei franchisti, mentre l'Unione Sovietica e le brigate internazionali, a favore dei repubblicani.
La battaglia dell'Ebro, avvenuta nei mesi finali del 1938, fu il tentativo disperato da parte dei repubblicani di rovesciare le sorti del conflitto. Ultima a cadere fu Barcellona, all'inizio del 1939.
Ovviamente la guerra civile fu un dramma per tutto il popolo spagnolo. Ad ogni modo il trionfo finale del nazionalista Francisco Franco portò la Spagna a stare fuori dalla seconda guerra mondiale, e dette inizio a una dittatura, guidata dal partito unico, il Movimiento Nacional, durata trentasei anni.

#### Dittatura del generale Franco (1939-1975)
Dal 1939 al 1975 Francisco Franco Bahamonde fu Capo dello Stato in un regime autoritario, conosciuto come Franchismo. Durante la seconda guerra mondiale la Spagna franchista restò neutrale e dopo la guerra economicamente isolata dal resto del mondo. I sindacati di ispirazione socialista vennero sciolti. Solo dal 1953 ci fu un'apertura, con la visita del presidente USA Eisenhower nel paese. Durante la dittatura di Franco la Spagna tentò di riavere Gibilterra dal Regno Unito, ma senza successo. Negli anni sessanta la Spagna perdette le ultime colonie in suo possesso, cioè la parte del Marocco e la Guinea Equatoriale, ma vide le prime liberalizzazioni in campo economico, con la nascita e l'esplosione dell'industria turistica.
Nel 1973 Franco lasciò la guida del governo a Luis Carrero Blanco, che però fu assassinato dai terroristi baschi dell'ETA.
Fu capo dello Stato fino al giorno della sua morte, avvenuta il 20 novembre 1975.
Dopo la sua morte il potere politico passò a re Juan Carlos di Borbone.

#### Dalla transizione alla democrazia (dal 1975)

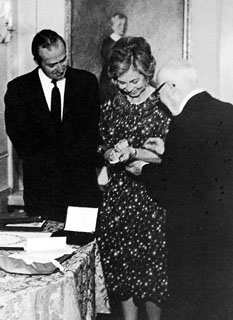
Juan Carlos I, re di Spagna dal 1975 con la regina e il Presidente della repubblica Italiana Sandro Pertini (1981)

Si denomina "transizione democratica" o nuova restaurazione borbonica, il processo grazie al quale la Spagna poté passare pacificamente dalla dittatura di Francisco Franco, a uno Stato sociale, democratico e di diritto. Gli eventi principali furono quelli del 22 novembre del 1975 come inizio (proclamazione del re di Spagna Juan Carlos di Borbone), poi le prime elezioni generali in Spagna del 1977 (con vittoria del centro democratico), l'approvazione della Costituzione spagnola del 1978 e infine il 3 marzo del 1979 le prime elezioni politiche del nuovo sistema costituzionale.
Tra il 1977 e il 1982 in Spagna si susseguirono i governi dell'Unión del Centro Democrático, partito di orientamento moderato, guidato da Adolfo Suárez. Nel 1981 fu tentato un colpo di Stato da parte del colonnello Antonio Tejero e di alcuni membri della Guardia Civil, i quali entrarono nelle Cortes e fermarono la sessione parlamentare, dove si stava votando la nomina di Leopoldo Calvo Sotelo come nuovo primo ministro. Tuttavia il pronto intervento di Re Juan Carlos riuscì a fermare il colpo di Stato e Calvo Sotelo venne eletto primo ministro, solo 2 giorni dopo il tentato golpe. Nel 1982 la Spagna aderì alla NATO. Il 28 ottobre del 1982 le elezioni generali videro la vittoria del PSOE.

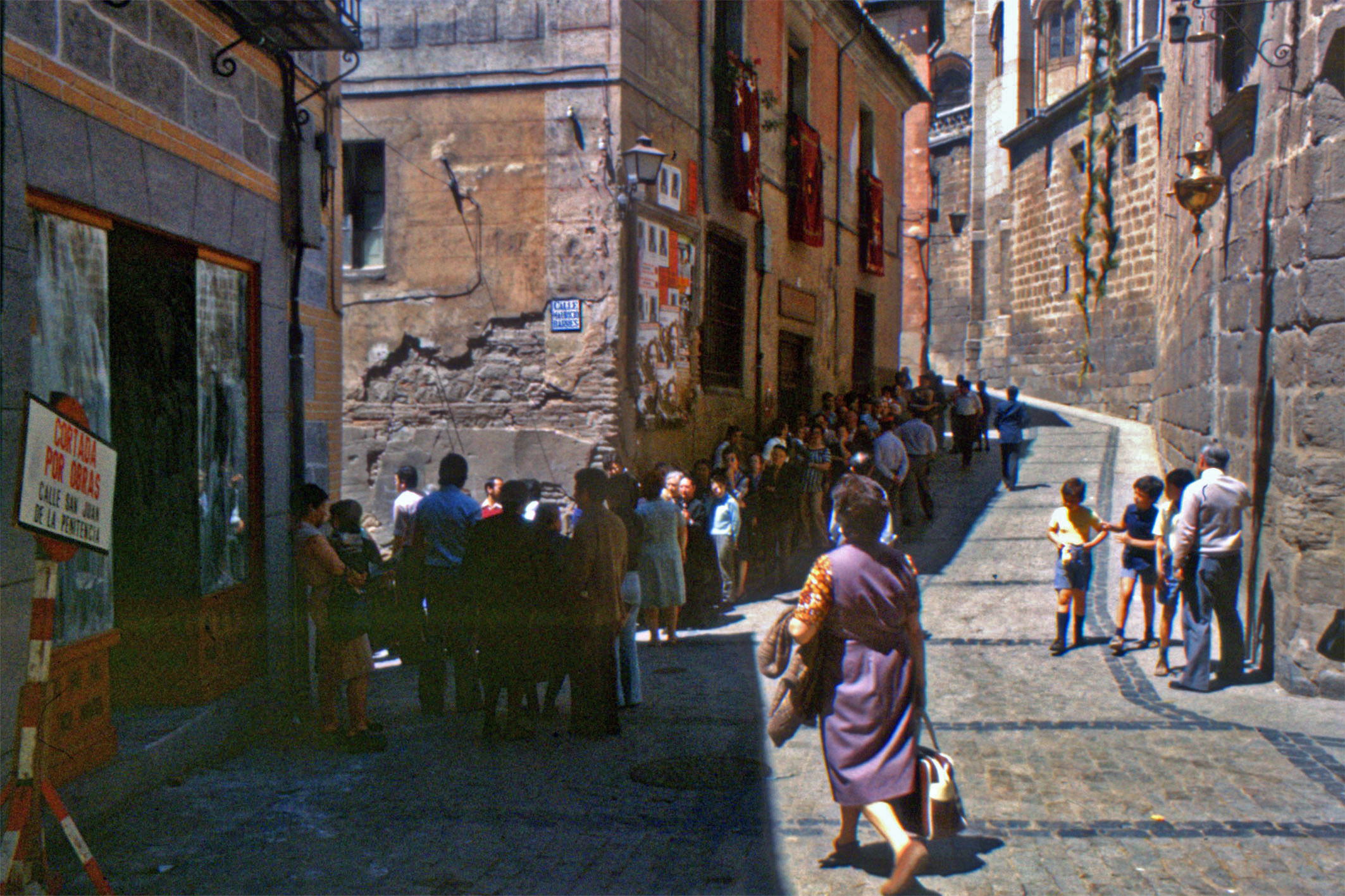
Toledo - elezioni generali del 1977

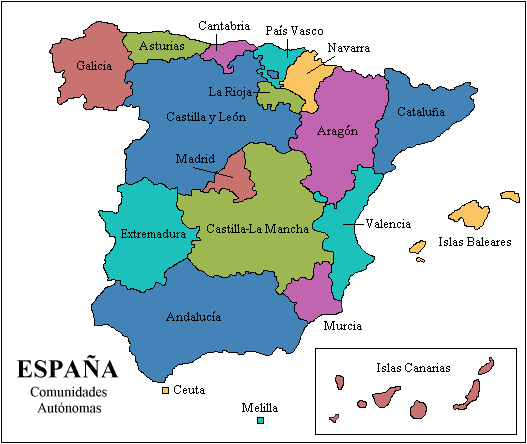
La Spagna delle autonomie, uno dei più grandi successi della democrazia iberica

Le elezioni generali del 1982 videro la netta affermazione del PSOE di Felipe González. Il PSOE, arrivato al governo, dovette rinunciare all'ideologia marxista.
Trovarono applicazione le comunità autonome previste dalla costituzione, con le prime elezioni regionali.
Nel 1986 la Spagna, insieme al Portogallo, entrò a far parte della Comunità economica europea. Nel I governo di Gonzalez vennero adottate alcune importanti misure, come la legalizzazione dell'aborto, la riforma sanitaria, la riforma scolastica, la riforma dei servizi sociali e l'apertura al libero mercato. Con le elezioni successive, tenutesi nel 1986, nel 1989 e nel 1993 il PSOE ottenne la maggioranza dei seggi e così Gonzalez restò primo ministro per quattordici anni. Nel 1993, con il calo dei consensi verso il PSOE, vide la crescita del Partido Pupular Español, con a capo José María Aznar, partito nato dalle ceneri del UCD e della Coalición Popular. Con le elezioni generali del 1996 in Spagna cambiò il panorama politico poiché il Partido Popular di Aznar ottenne la maggioranza relativa degli scranni alla camera. Aznar riuscì tuttavia a formare un governo di coalizione con le formazioni autonomiste della Catalogna, delle Canarie e dei Paesi Baschi. Sotto il primo governo di Aznar la Spagna aderì all'Euro, visse una certa crescita economica, sebbene fosse legata prevalentemente ad alcuni settori specifici, come il turismo e l'edilizia, e la privatizzazione di alcuni settori pubblici.

#### Gli anni 2000
Nelle elezioni generali del 2000 il partito di Aznar ottenne la maggioranza assoluta, senza così venire a patti con altre formazioni politiche. Il secondo governo di Aznar si distinse in politica estera per i forti legami con gli Stati Uniti, appoggiando sia l'invasione all'Afghanistan che all'Iraq, sebbene la maggioranza degli spagnoli fosse contraria all'intervento militare, mentre in politica interna per la lotta al terrorismo basco, mettendo fuori legge il Partito Batasuna, braccio politico dell'ETA, e per le tensioni con i nazionalisti baschi e catalani. L'11 marzo 2004, proprio alla vigilia delle elezioni politiche, si verificò una serie di attentati terroristici in stazioni presso Madrid, che provocarono quasi duecento morti. Il governo di Aznar individuò come colpevoli i baschi dell'ETA, ma ben presto fu chiaro che l'attentato aveva radice in un gruppo islamico legato ad Al Qaida.

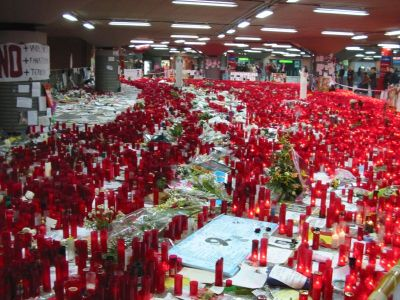
Omaggio alle vittime degli attentati dell'11 marzo del 2004 nella stazione di Atocha

Il fatto che il governo di Aznar continuasse ad insistere sui baschi indusse l'elettorato spagnolo, un paio di giorni dopo chiamato alle urne, a non fidarsi più di Aznar e dei popolari, così alle elezioni generali del 2004 videro l'affermazione del PSOE di José Luis Zapatero. Il nuovo governo zapaterista fu caratterizzato dalla sostanziale continuità in politica economica dal governo uscente, tuttavia impresse una decisa svolta progressista nei diritti civili con la legalizzazione dei matrimoni tra persone di stesso sesso. In politica estera il governo Zapatero promosse un riavvicinamento con i partner europei. Nell'aprile del 2008 il PSOE vinse nuovamente le elezioni generali. Dal 2008 anche la Spagna iniziò a sopportare la forte crisi economica mondiale, tanto da portare la disoccupazione, specie giovanile, a livelli elevati.

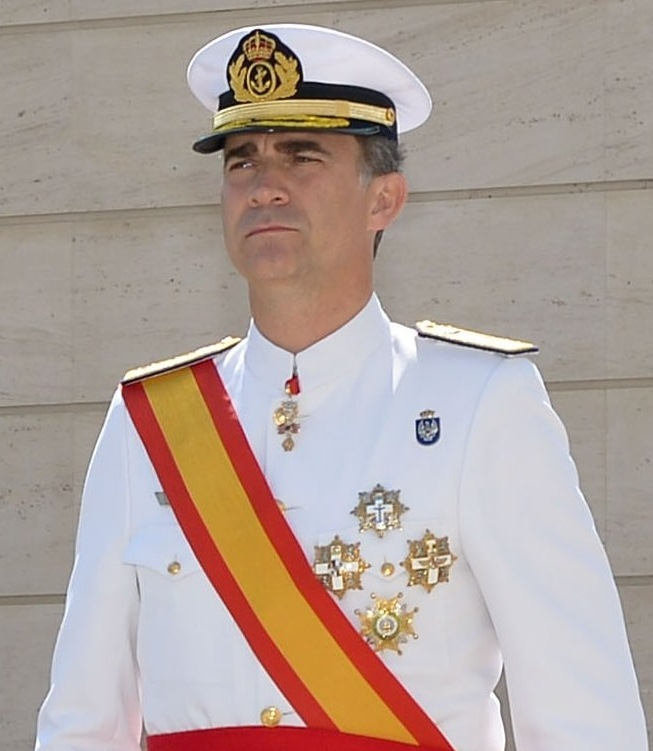
Re Filippo VI di Spagna

Nel novembre 2011 si tennero le elezioni generali che videro l'affermazione del Partido Popular. Nuovo primo ministro fu nominato Mariano Rajoy.
Il 2 giugno 2014 Rajoy annunciò la decisione di Juan Carlos di abdicare in favore del figlio Felipe. La scelta, poi, fu confermata dal re.
Il 18 giugno Juan Carlos firmò l'abdicazione.
Il 19 giugno 2014 Felipe fu proclamato Filippo VI di Spagna dinanzi alle Cortes.
Rajoy fu riconfermato capo del governo nel 2015, fino al 2018 quando lasciò la carica al socialista Pedro Sánchez.
Dal marzo 2020 la Spagna ha dovuto affrontare l'emergenza della pandemia di COVID-19.